# Grasbodemkrabspin
De grasbodemkrabspin (Ozyptila trux) is een spinnensoort in de taxonomische indeling van de krabspinnen (Thomisidae).
Het dier komt uit het geslacht Ozyptila. Ozyptila trux werd in 1846 beschreven door John Blackwall.